# Lucio Filomeno
Lucio Alejo Filomeno (Haedo, Buenos Aires, Argentina, 8 de mayo de 1980) es un exfutbolista argentino que jugaba en la posición de delantero; debutó en Nueva Chicago en el año 1996. Su último equipo fue Acassuso en 2013.
Es hijo de Antonio Filomeno, expresidente de Nueva Chicago.

## Trayectoria
Filomeno participó con la Selección Argentina Sub-15 (equipo a cargo de José Pekerman) el sudamericano en Uruguay, jugando a lado de Gabriel Milito y Cambiasso, entre otros notables. 
Se inició con Nueva Chicago, en la Segunda División de Argentina, donde el día que debuta en primera división , le convierte un gol a Arsenal de Sarandi, siendo el Chulo Rivoira el DT que lo hace debutar en el República de Mataderos, en el año 1996, antes de cumplir los 16 años. 
En el verano de 1997 emigró a Italia; durante la Temporada 1997-1998, jugó con el cuadro juvenil del Udinese y en la Temporada 1998-1999 con la del Inter de Milán; con la escuadra Neroazurri, logró tener la oportunidad de estar en el banco de suplentes con tan solo 18 años recién cumplidos ( luego de meter varios goles en la primavera Neroazurri)   en Liga ( un partido ) y Copa Italia ( un partido) pero no ingreso en ninguno de ellos.  
Después de estar dos años en Europa, regresó a su país, para sumarse al San Lorenzo de Almagro; con los Cuervos, durante tres Temporadas ganó dos títulos: el Clausura 2001 y la Copa Mercosur, de ese mismo año (última edición), logrando convertir 4 tantos en su estadía en la entidad azulgrana.  
En julio de 2002, emigró a México para militar con Jaguares de Chiapas. Convirtió el primer gol en la historia del equipo chiapaneco en la derrota 1-3 ante Tigres de la UANL, el 3 de agosto del 2002; rápidamente se convirtió en uno de los grandes ídolos de la afición, logrando un gol inolvidable frente al Cruz azul , que le daría aire para llegar a la última fecha y tratar de evitar el descenso.
Con los Naranjas consiguió el liderato del Clausura 2004 (algo inédito para una nueva franquicia en México), aunque el club fue eliminado por Cruz Azul en 4tos. de final de la liguilla por el título. En dos Temporadas, anotó 13 goles.
En el segundo semestre del 2004, se unió al Busan I'Park de Corea del Sur y en junio de 2005, fichó con el DC United de la MLS, consiguiendo el MLS Supporters' Shield en 2006, su único título en el exterior.
Regresó a Argentina en junio de 2006 para unirse al recién ascendido Nueva Chicago. Allí convirtió 8 goles en el Clausura 2007.
Con el pase en su poder, lo contrataron en el Asteras Tripolis de la Super Liga de Grecia en julio de 2007, donde marcó 21 tantos y en junio de 2009 firmó un contrato de dos Temporadas con PAOK Salónica FC, del mismo país. Pasó la mayor parte de la primera Temporada con lesiones recurrentes, aunque la última parte de la misma fue muy buena y ayudó al equipo a clasificar a la Europa League 2010-2011.
De nuevo en Argentina firmó con Atlético Rafaela para afrontar la Temporada 2011-2012. A mediados del 2013 y después de considerarse ya retirado, firmó con Acassuso de la Primera B metropolitana. Sin embargo, transcurridos seis meses, se vio obligado a retirarse definitivamente debido a la misma lesión que lo dejó fuera de las canchas al término de su contrato con Atlético Rafaela.

### Clubes
| Club                | País           | Año       |
| ------------------- | -------------- | --------- |
| Nueva Chicago       | Argentina      | 1996-1997 |
| Udinese             | Italia         | 1997-1998 |
| Inter de Milán      | Italia         | 1998-1999 |
| San Lorenzo         | Argentina      | 1999-2002 |
| Jaguares de Chiapas | México         | 2002-2004 |
| Busan I'Park        | Corea del Sur  | 2005      |
| DC United           | Estados Unidos | 2005-2006 |
| Nueva Chicago       | Argentina      | 2006-2007 |
| Asteras Tripolis    | Grecia         | 2007-2009 |
| PAOK Salónica FC    | Grecia         | 2009-2011 |
| Atlético Rafaela    | Argentina      | 2011-2012 |
| Acassuso            | Argentina      | 2012-2013 |

## Estadísticas
| Club                   | Temporada | Partidos | Goles |
| ---------------------- | --------- | -------- | ----- |
| Nueva Chicago          | 1995-1997 | 32       | 6     |
| Udinese                | 1997-1998 |          |       |
| Inter de Milán         | 1998-1999 |          |       |
| San Lorenzo            | 1999-2002 | 19       | 4     |
| Jaguares de Chiapas    | 2002-2004 | 70       | 13    |
| Busan IPark            | 2005      | 8        | 0     |
| D.C. United            | 2005-2006 | 13       | 1     |
| Nueva Chicago          | 2006-2007 | 26       | 7     |
| Asteras Trípoli        | 2007-2009 | 60       | 20    |
| PAOK de Salónica F. C. | 2009-2011 | 36       | 1     |
| Atlético Rafaela       | 2011-2012 | 10       | 0     |
| Club Atlético Acassuso | 2013      | 10       | 1     |

* Incluye: Ascenso, Liga, Copa Libertadores, Copa Mercosur, Copa Argentina, K-League Cup, MLS Cup y torneos europeos 

## Palmarés

### Campeonatos nacionales
| Categoría                     | Título                  | Club        | País           |
| ----------------------------- | ----------------------- | ----------- | -------------- |
| Primera División de Argentina | Clausura 2001           | San Lorenzo | Argentina      |
| Major League Soccer           | Supporters' Shield 2006 | D.C. United | Estados Unidos |

### Campeonato internacional
| Título             | Club        | Sede         | Año  |
| ------------------ | ----------- | ------------ | ---- |
| Copa Mercosur 2001 | San Lorenzo | Buenos Aires | 2001 |